# لینچ‌کردن

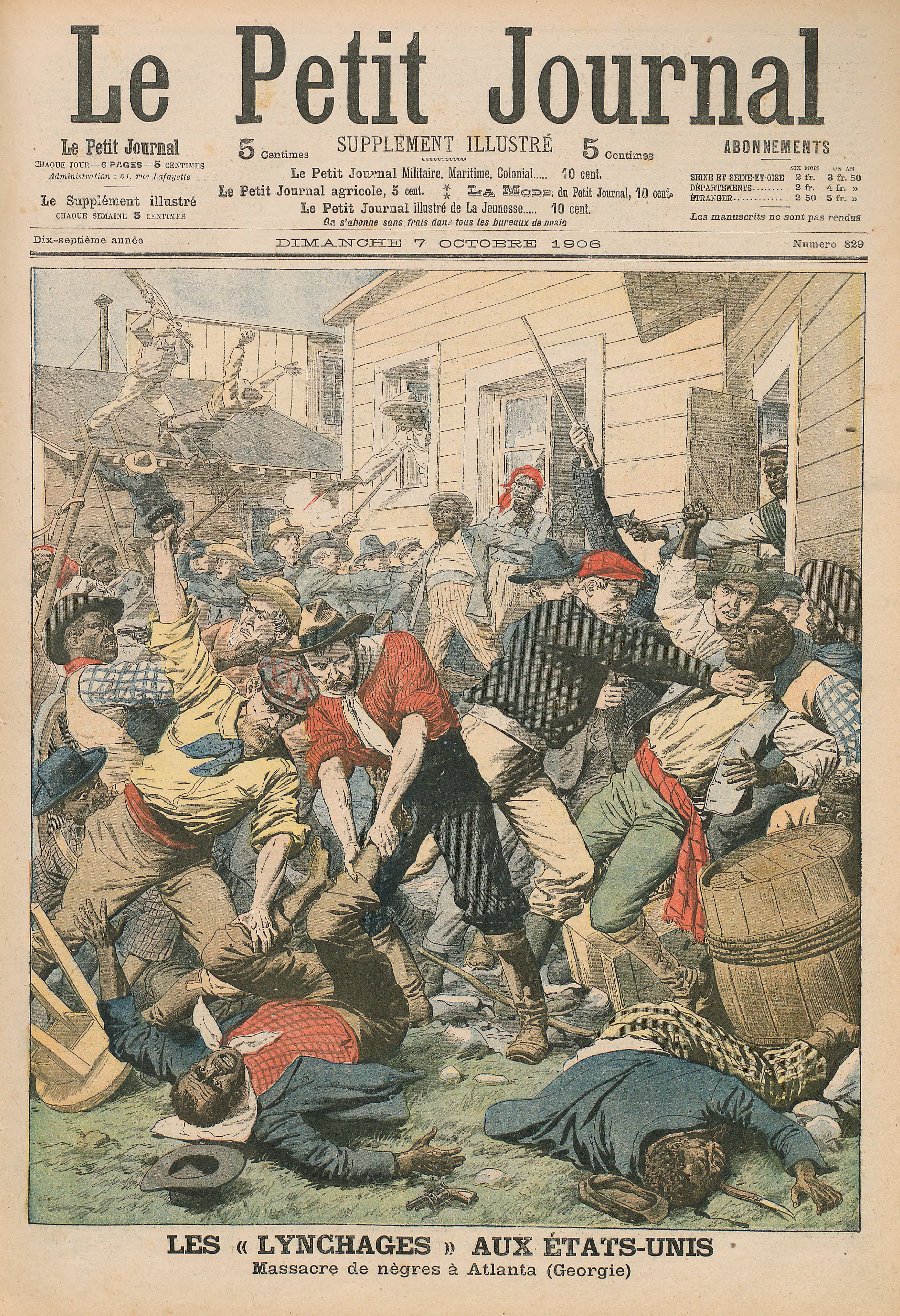
لینچ کردن در تیتر روزنامه در سال ۱۹۰۹

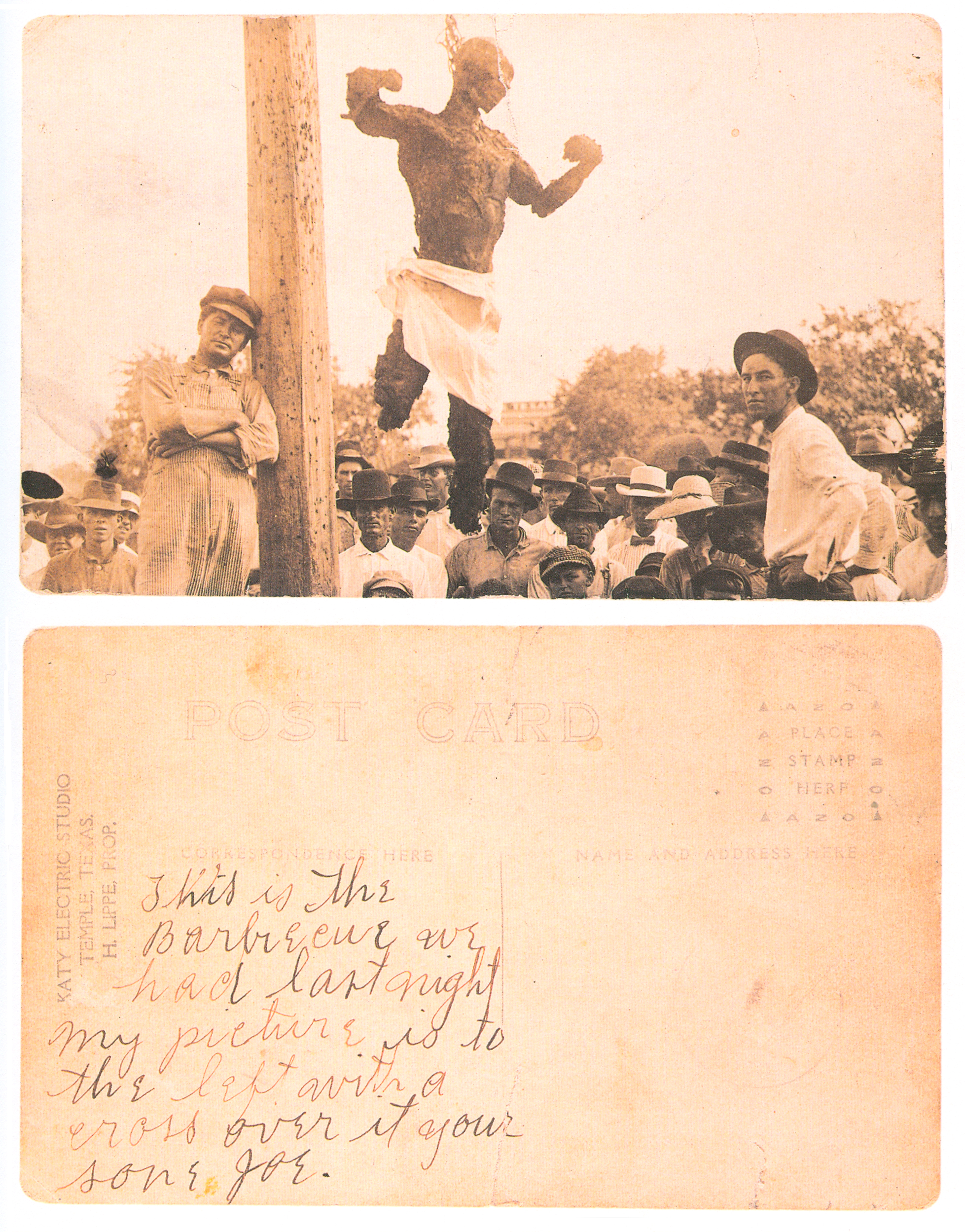
پشت و جلوی کارت پستال جسد سوخته جسی واشینگتن در معرض نمایش در رابینسون، تگزاس پس از سوزانده شدن در واکو، در همان نزدیکی در ۱۶ مه ۱۹۱۶. زیر کارت نوشته شده: این باربیکیویی است که دیشب داشتیم. پسر تو، جو

لینچ‌کردن (به انگلیسی: Lynching) به عمل اعدام غیرقانونی در ملأ عام یا ضرب و جرح منجر به مرگ توسط یک گروه گفته می‌شود که معمولاً برای تنبیه متجاوز یا ترساندن گروهی اقلیت انجام می‌گیرد. معمولاً این عمل توسط گروهی خودسر با سروصدا و با قصد جلب توجه اذهان عمومی انجام می‌شود. بیشتر موارد لینچ کردن در زمان تنش‌های اقتصادی و اجتماعی انجام می‌شود و معمولاً با قصد سرکوب گروه اقلیت توسط گروه اکثریت انجام می‌گیرد. با این حال این عمل از قضاوت طولانی‌مدت دربارهٔ پذیرش پیش‌داوری‌های اجتماعی برای قبول کردن این گونه از خشونت و موجه جلوه دادن آن نشأت می‌گیرد. اعدام توسط گروه‌های خشمگین مختص آمریکای شمالی نمی‌باشد و می‌توان شواهد آن را در جای جای دنیا برای مجازات مردمی که خارج از عرف رایج رفتار می‌کنند، پیدا کرد.

## ریشه لغت
کلمه لینچ با اطمینان کامل ریشه یابی نشده و به احتمال زیاد نام خانوادگی یکی از این افراد است: قاضی «چارلز لینچ» (۱۷۳۶–۱۷۹۶) در دوران جنگ انقلاب آمریکا یا قاضی «جان لینچ» در اواخر قرن ۱۷ در کارولینای شمالی یا کلانتر «ویلیام لینچ» (۱۷۴۲–۱۸۲۰) در ویرجینیا یا «جیمز لینچ» شهردار شهر گالوی در ایرلند که در سال ۱۹۴۳ در دادگاه پسرش که متهم به قتل بود در نقش دادستان، قاضی و مأمور اعدام عمل کرد.

## ایالات متحده آمریکا
پیشینه حقوقی و فرهنگی لینچ کردن از آنسوی اقیانوس اطلس از جزایر بریتانیا به آمریکا آورده شده بود. شورش و ناآرامی یکی از خصوصیات اولیه امریکایی-انگلیسی‌ها بود. در بریتانیای آن زمان نافرمانی و شورش امری معمول بود هرچند معمولاً به قتل و کشتار نمی‌انجامید. بعد از جنگ‌های محاصره یورک تاون در جنوب غرب سیاهان آزاد و لاتین تبار هدف زجر کش کردن قرار می‌گرفتند. با اینحال بعد از جنگ داخلی آمریکا، و بعد از آنکه برده‌داری برداشته شد زجرکش کردن به نحو قابل ملاحظه‌ای افزایش پیدا کرد. مابین سالهای ۱۸۸۲ تا ۱۹۶۸ در مجموع ۱۳۰۰ نفر سفیدپوست و حدود ۳۵۰۰ نفر سیاه‌پوست زجرکش شدند.

## اروپا
در بریتانیا قرن نوزدهم هنگامی که قانون لغو برده‌داری ۱۸۳۳ به تصویب رسید موارد لینچ کردن بر اساس نژاد به شدت افزایش یافت.
در سال ۱۹۴۴ یک اسیر جنگی آلمانی که به عدم همدردی از نازی‌ها متهم شده بود توسط سایر اسرای نازی در کمپ ۲۱ در کمیر، اسکاتلند. در بعد از جنگ پنج تن از جنایتکاران جنگی به صورت هم‌زمان در زندان پنتویله اعدام شدند که بزرگترین تعداد اعدام هم‌زمان در بریتانیای قرن بیستم به‌شمار می‌رود. همچنین ۱۵۰ مورد نجات یافته از لینچ کردن خلبانان متحدین توسط شهروندان آلمانی، سربازان، پلیس، یا واحدهای شبه نظامی آلمانی در پاسخ به بمباران وحشت متحدین گزارش شده‌است.
کشتار سپتامبر در فرانسه در میانه انقلاب فرانسه در ۲–۷ سپتامبر ۱۷۹۲ اتفاق افتاد که در آن افراطیون به زندان‌ها در پاریس و سایر شهرهای فرانسه یورش برده و به قلع و قمع زندانیان پرداختند.

## افغانستان
در ۲۸ اسفند ۱۳۹۳ گروهی از مردم خشمگین در کابل به ظن آتش زدن و پاره کردن کتاب قرآن توسط دختری به نام فرخنده او را تا سرحد مرگ کتک زدند و سپس پیکر بی‌جان او را در کنار رودخانه کابل انداخته و آتش زدند. پلیس حاضر در محل کمکی به نجات دختر جوان نکرد. در ۲۹ اسفند مسئولان مذهبی و پلیس از عمل مردم دفاع نمودند و از اینکه مردم برای دفاع از دین خود حق دارند تأکید نمودند. روز بعد شش نفر در ارتباط با این عمل دستگیر شدند و دولت افغانستان تحقیقاتی را در این باره و دربارهٔ عملکرد پلیس آغاز نمود. گویا او هنگامی که زنان اطراف مسجدی در کابل را از خرید بلاگردان (یک وسیلهٔ ادعاشده برای مقابله با چشم‌زخم) از روحانیون حاضر در محل بازمی‌داشت توسط روحانیون به پاره کردن و آتش زدن کتاب قرآن متهم شد. در این هنگام جمعیت در اطراف مسجد به خشم آمده و به سوی فرخنده هجوم برد. پلیس ابتدا سعی نمود تا مانع از لینچ شدن فرخنده شود ولی با افزایش جمعیت خشمگین کنترل اوضاع از دست مأموران پلیس حاضر در محل خارج شد.